# 坂道的火曜日
坂道的火曜日（日语：／ Sakamichi no kayōbi */?；又譯坂道的星期二）是自2019年4月2日起，每週二在日本報紙《日刊體育》上連載乃木坂46、櫻坂46、日向坂46等3個坂道系列團體的專欄，主要內容為每週輪替的成員訪談，X上的官方主題標籤為「Sakacyu-」（坂チュー）。由該報記者橫山慧負責專訪。

## 概要
「坂道的火曜日」是日刊體育內部的一個接力企劃，以訪談形式介紹乃木坂46、櫻坂46、日向坂46等通稱為「坂道系列」的成員的新面貌。每週二刊登，自2019年10月起開始在頭版上刊登。
2019年4月2日開始。首期是乃木坂46的齋藤飛鳥。初期是限於首都圈的車站販賣店和便利商店的特別連載，但從連載半年後的同年10月1日起擴大改版。從第1回開始，所有文章的採訪與構成均由日刊體育記者橫山慧負責。

## 內容
- 目的是深入挖掘乃木坂46、櫻坂46（舊名：欅坂46）、日向坂46的所屬成員的新面貌，通稱為「坂道系列」。
- 基本上是以各種主題作為題材來進行訪談的內容。作為例外，有時也會刊登新聞文章，例如報導乃木坂46的金川紗耶於2020年4月14日成為「Ray」專屬模特兒的消息[4]。有時也會刊登負責記者的專欄。

## 外部連結
- 坂道的火曜日【公式】的X（前Twitter）（日語）
- 橫山慧 日刊體育的X（前Twitter）（日語）
- 乃木坂46新聞【公式】的X（前Twitter）（日語）
- 日刊體育【公式】的X（前Twitter）（日語）
- 日刊體育 照片映像部【公式】的X（前Twitter）（日語）
- 日刊體育的Instagram帳戶（日語）